# Bahnstrecke Langenstein–Minsleben
| Streckennummer (DB): | 6868                                                   |                         |                         |
| Kursbuchstrecke: | 779 (1914); 182d (1934, 1939) 205c (1943); 717a (1968) |                         |                         |
| Streckenlänge: | 12,3 km                                                |                         |                         |
| Spurweite: | 1435 mm (Normalspur)                                   |                         |                         |
| |                                                        |                         |                         |
| \| \| \| von Halberstadt \| \| \| \| 0,0 \| Langenstein \| Langenstein \| \| \| \| nach Blankenburg (Harz) \| \| \| \| 2,0 \| Böhnshausen \| Böhnshausen \| \| \| 5,5 \| Derenburg \| Derenburg \| \| \| 9,7 \| Silstedt \| Silstedt \| \| \| 10,8 \| Minsleben \| Minsleben \| \| \| \| von Heudeber-Danstedt \| \| \| \| 12,3 \| Minsleben Reichsbahn \| Minsleben Reichsbahn \| \| \| \| nach Bad Harzburg \| \| |                                                        |                         |                         |
| Strecke |                                                        | von Halberstadt         | von Halberstadt         |
| Bahnhof | 0,0                                                    | Langenstein             | Langenstein             |
| Abzweig ehemals geradeaus, nach links und ehemals von links |                                                        | nach Blankenburg (Harz) | nach Blankenburg (Harz) |
| Haltepunkt / Haltestelle (Strecke außer Betrieb) | 2,0                                                    | Böhnshausen             | Böhnshausen             |
| Bahnhof (Strecke außer Betrieb) | 5,5                                                    | Derenburg               | Derenburg               |
| Bahnhof (Strecke außer Betrieb) | 9,7                                                    | Silstedt                | Silstedt                |
| Bahnhof (Strecke außer Betrieb) | 10,8                                                   | Minsleben               | Minsleben               |
| Abzweig ehemals geradeaus und von rechts |                                                        | von Heudeber-Danstedt   | von Heudeber-Danstedt   |
| ehemaliger Bahnhof | 12,3                                                   | Minsleben Reichsbahn    | Minsleben Reichsbahn    |
| Strecke |                                                        | nach Bad Harzburg       | nach Bad Harzburg       |

Die Bahnstrecke Langenstein–Minsleben war eine normalspurige, eingleisige Nebenbahn am nördlichen Harzrand in Sachsen-Anhalt. Die rund 12 km lange Strecke verband Langenstein über Derenburg mit Minsleben.

## Geschichte

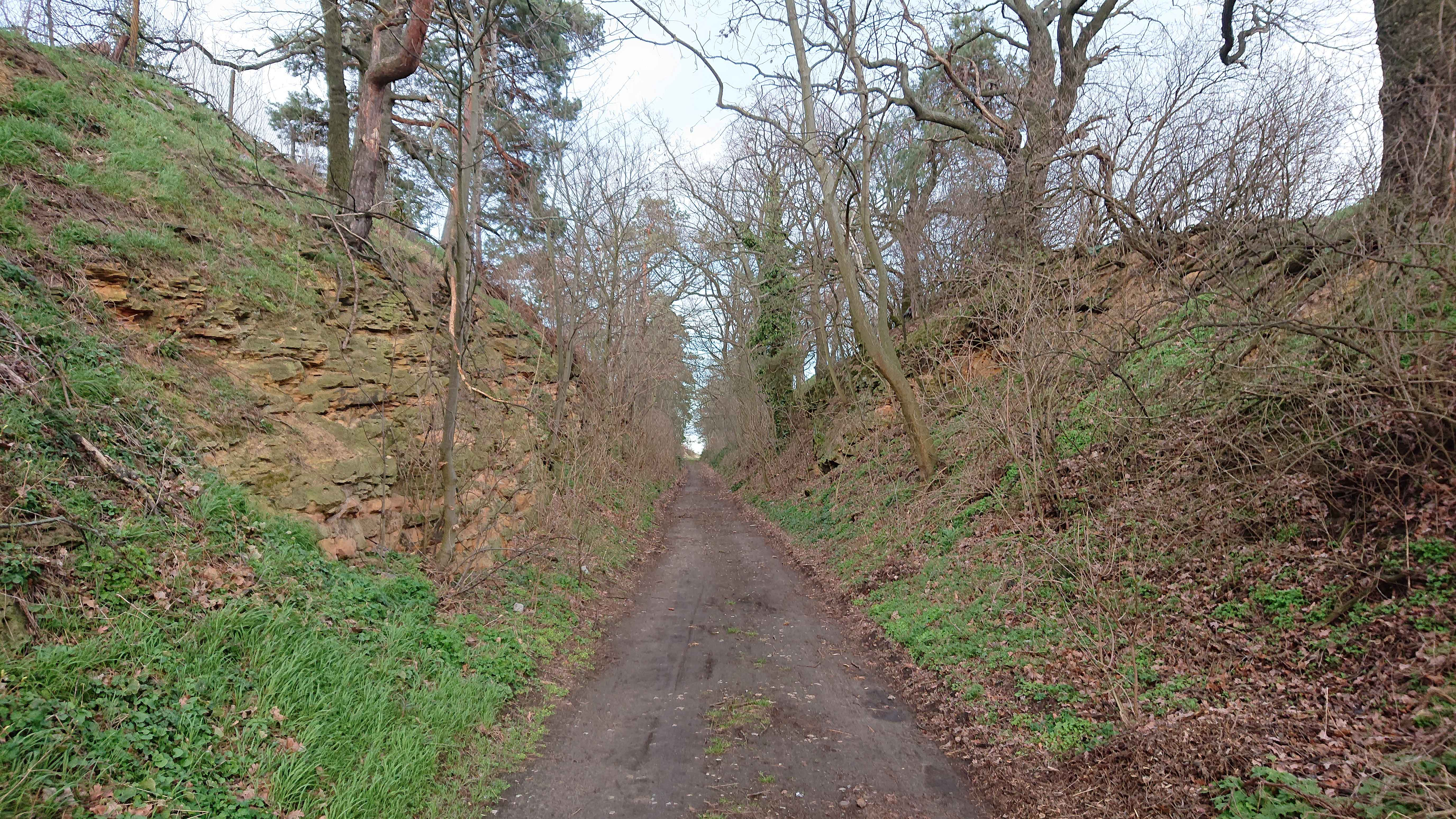
Bahneinschnitt bei Derenburg (2020)

Die Strecke Langenstein–Derenburg wurde am 9. September 1880 durch die Halberstadt-Blankenburger Eisenbahn (HBE) eröffnet. Mit der kurzen Stichbahn sollte die örtliche Zuckerfabrik in Derenburg angeschlossen werden.
Die Verlängerung bis Minsleben – und damit eine Anbindung an die dortige Zuckerfabrik sowie die Staatsbahnstrecke Heudeber-Danstedt–Bad Harzburg – wurde am 31. Oktober 1900 eröffnet. Die stark von der Montanindustrie abhängige HBE versprach sich einen großen Verkehrszuwachs auf der Verbindung Blankenburg–Wernigerode ohne den Umweg über Halberstadt und somit sichere Einnahmen. Allerdings blieb das Betriebsergebnis stark unter den Erwartungen. Bereits 1919 wurde der Personenverkehr auf dem Abschnitt Derenburg–Minsleben eingestellt. Im Güterverkehr wurde nur noch die Strecke bis zur Minslebener Zuckerfabrik bedient, der Anschluss zur Staatsbahn entfiel. Am 1. Mai 1922 wurde der Güterverkehr zwischen Derenburg und der Minslebener Zuckerfabrik eingestellt.
Der verbliebene Streckenabschnitt kam 1946 zu den Sächsischen Provinzialbahnen, dann 1949 zur Deutschen Reichsbahn. Im Sommerfahrplan 1965 verkehrten, je nach Wochentag, sieben bis zehn Reisezugpaare (durchweg als Triebwagen; 18 Minuten Fahrzeit) auf der Strecke. In den 1960er Jahren war dafür der Triebwagen VT 135 543 vorhanden, der täglich etwa 127 km zurückzulegen hatte. Am 15. November 1968 wurde der Verkehr eingestellt und die Strecke anschließend abgebaut.